# Névtelen levél
A Névtelen levél (olaszul La lettera anonima) Gaetano Donizetti egyfelvonásos operája (farsa). A művet 1822 nyarának elején komponálta. A szövegkönyvet Giulio Genoino írta Pierre Corneille Mélite, ou les fausses lettres című vígjátéka alapján. Az ősbemutatóra 1822. június 29-én került sor a nápolyi Teatro Nuovóban. Magyarországon még nem játszották.

## Szereplők
| Szereplő                       | Hangfekvés   | Az ősbemutató szereposztása |
| ------------------------------ | ------------ | --------------------------- |
| Rosina grófnő                  | szoprán      | Giuseppina Fabré            |
| Filinto, tengerészkapitány     | tenor        | Giovanni Battista Rubini    |
| Melita, özvegyasszony          | mezzoszoprán | Teresa Cecconi              |
| Don Macario, Rosina nagybátyja | basszus      | de Franchi                  |
| Lauretta, Rosina szobalánya    | szoprán      | Raffaela de Bernardis       |
| Giliberto, a gróf komornyikja  | basszus      | Giovanni Pace               |
| Mr Flageolet, táncmester       | basszus      | Calvarola                   |
| Cselédek, szobalányok.         |              |                             |

## Cselekmény
Melita egy névtelen levelet ír a Don Macario feleségének, amiben arra utal, hogy a férje megcsalja. A levél egy véletlen során Rosina kezébe kerül, aki azt a következtetést vonja le belőle, hogy jegyese Filinto megcsalta. Mielőtt azonban fény derülne az igazságra, a grófnő szobalányát, Laurettát gyanúsítják meg a levél írásával. A szobalány csak úgy tudja ártatlanságát bizonyítani, hogy bevallja nem tud se írni se olvasni. Melitát nem hagyja nyugodni a lelkiismerete, hogy ekkora galibát okozott és bevallja tettét. Rosina és Filinto kibékülnek, sőt a grófnő is megbocsát férjének.